# Ornithomimus velox
Ornithomimus velox es una especie y tipo del género extinto Ornithomimus (lat. "imitador de las aves") de dinosaurio terópodo ornitomímido que vivió a finales del período Cretácico, hace aproximadamente entre 70 y 66 millones de años, en el Maastrichtiense, en lo que hoy es Norteamérica. Ornithomimus velox, la especie tipo fue nombrada sobre la base de un pie y a una mano provenientes de la Formación Denver. La especie tipo, Ornithomimus velox, fue nombrada por primera vez por O. C. Marsh en 1890, con base en los síntomas YPM 542 y YPM 548, una extremidad posterior parcial y una extremidad anterior encontradas el 30 de junio de 1889 por George Lyman Cannon en la Formación Denver de Colorado . El nombre genérico significa "imitador de pájaro", derivado del griego ὄρνις, ornis, "pájaro" y μῖμος, mimos, "imitador", en referencia al pie de ave. El nombre específico significa "veloz" en latín. Se han descrito especímenes adicionales referidos a O. velox de la Formación Denver y de la Formación Ferris de Wyoming. Un espécimen atribuido a O. velox, MNA P1 1762A de la Formación Kaiparowits de Utah, se describió en 1985. La revaluación de este espécimen por Lindsay Zanno y sus colegas en 2010, sin embargo, arrojó dudas sobre su asignación a O. velox y posiblemente incluso a Ornithomimus. Esta conclusión fue respaldada por una nueva descripción de O. velox en 2015 , que encontró que solo el espécimen holotipo era confiablemente referenciable para esa especie. Los autores de este estudio se refirieron tentativamente al espécimen de Kaiparowits como Ornithomimus sp., junto con todos los especímenes de la Formación Dinosaur Park.